# Coupe FIBA Asie
Ne doit pas être confondu avec Coupe Stanković des champions continentaux.
La Coupe FIBA Asie est une compétition asiatique de basket-ball masculin organisée par la FIBA Asie. Elle se nomme lors des trois premières éditions Coupe Stanković FIBA Asie.

## Palmarès
| Année | Organisateur | Médaille d'or | Médaille d'argent | Médaille de bronze |
| ----- | ------------ | ------------- | ----------------- | ------------------ |
| 2004  | Taipei       | Qatar         | Corée du Sud      | Taïwan             |
| 2008  | Koweït City  | Jordanie      | Kazakhstan        | Koweït             |
| 2010  | Beyrouth     | Liban         | Japon             | Qatar              |
| 2012  | Tokyo        | Iran          | Japon             | Qatar              |
| 2014  | Wuhan        | Iran          | Taïwan            | Philippines        |